# Dolianthus clemensiae
Dolianthus clemensiae är en måreväxtart som först beskrevs av Elmer Drew Merrill och Lily May Perry, och fick sitt nu gällande namn av Aaron Paul Davis. Dolianthus clemensiae ingår i släktet Dolianthus och familjen måreväxter. Inga underarter finns listade i Catalogue of Life.